# 区域组织

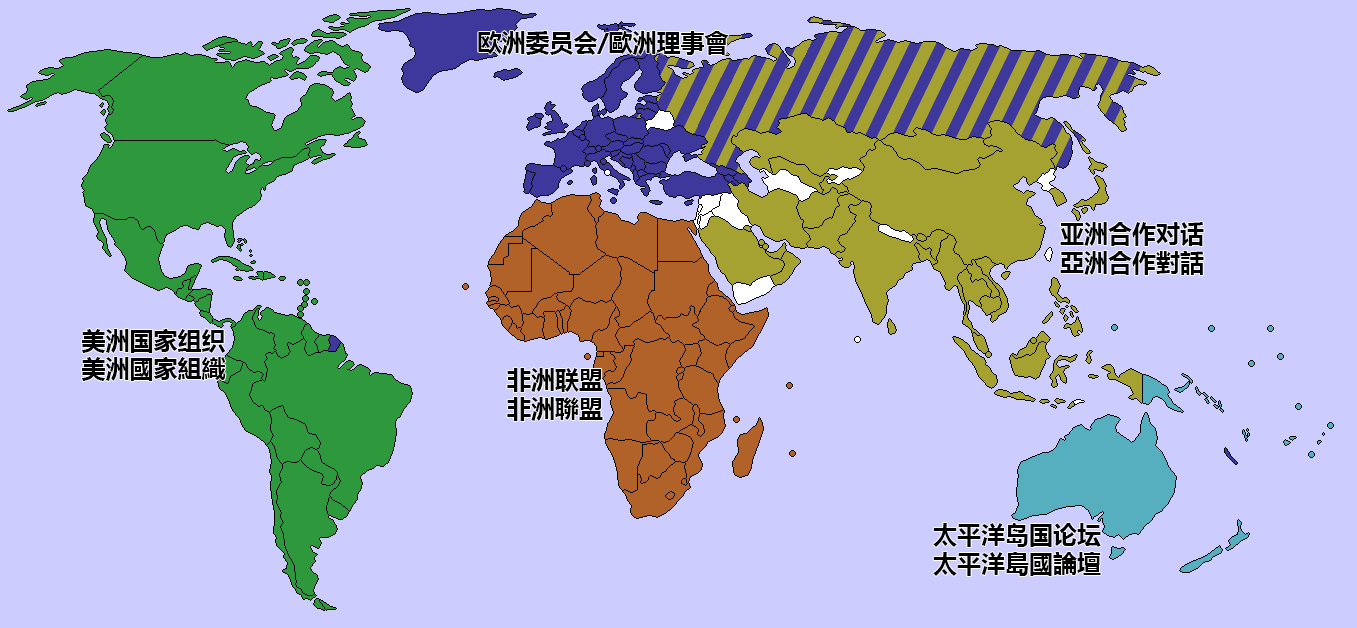
将各自大陆所属国家或地区几乎囊括的区域组织。注意：俄罗斯和土耳其都同时是欧洲委员会和亚洲合作对话的成员。

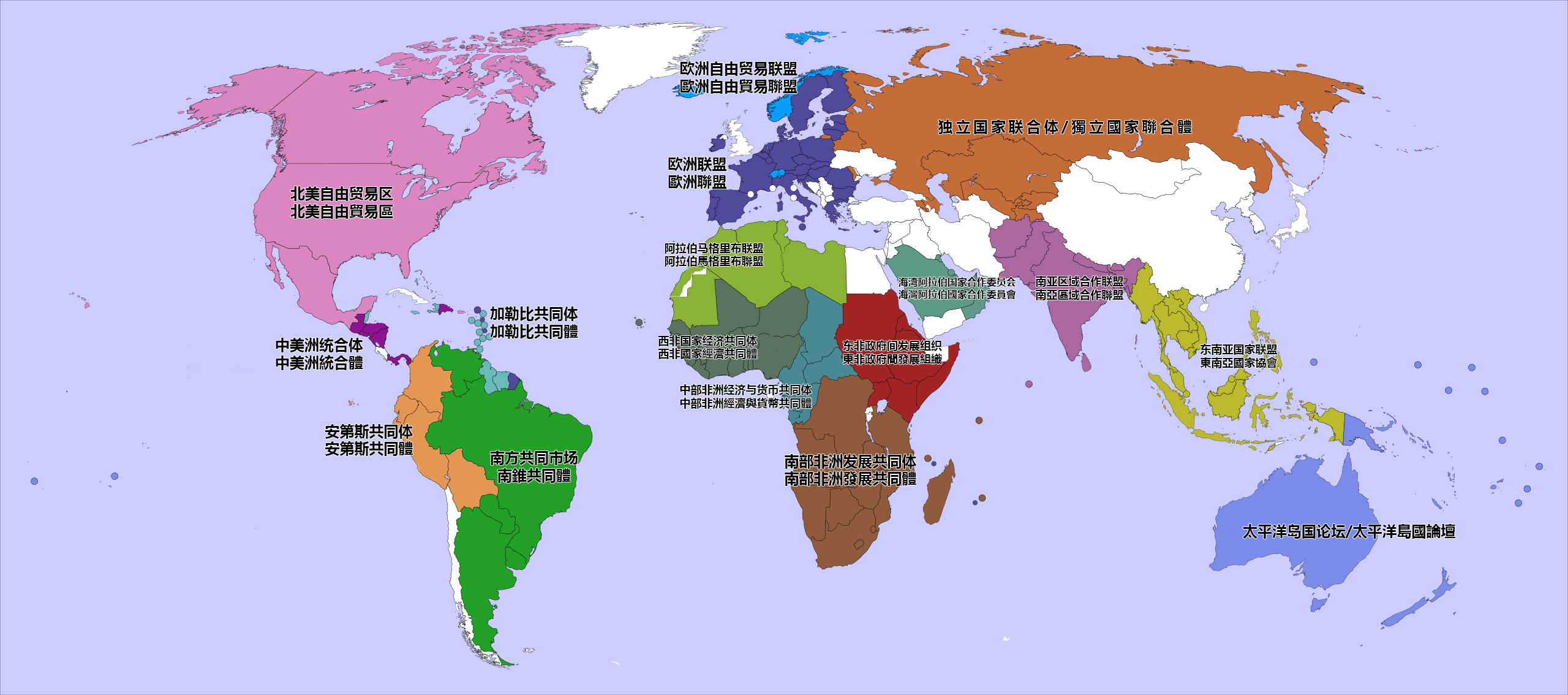
几个较小区域组织的分部地图。各自成员国不重叠。

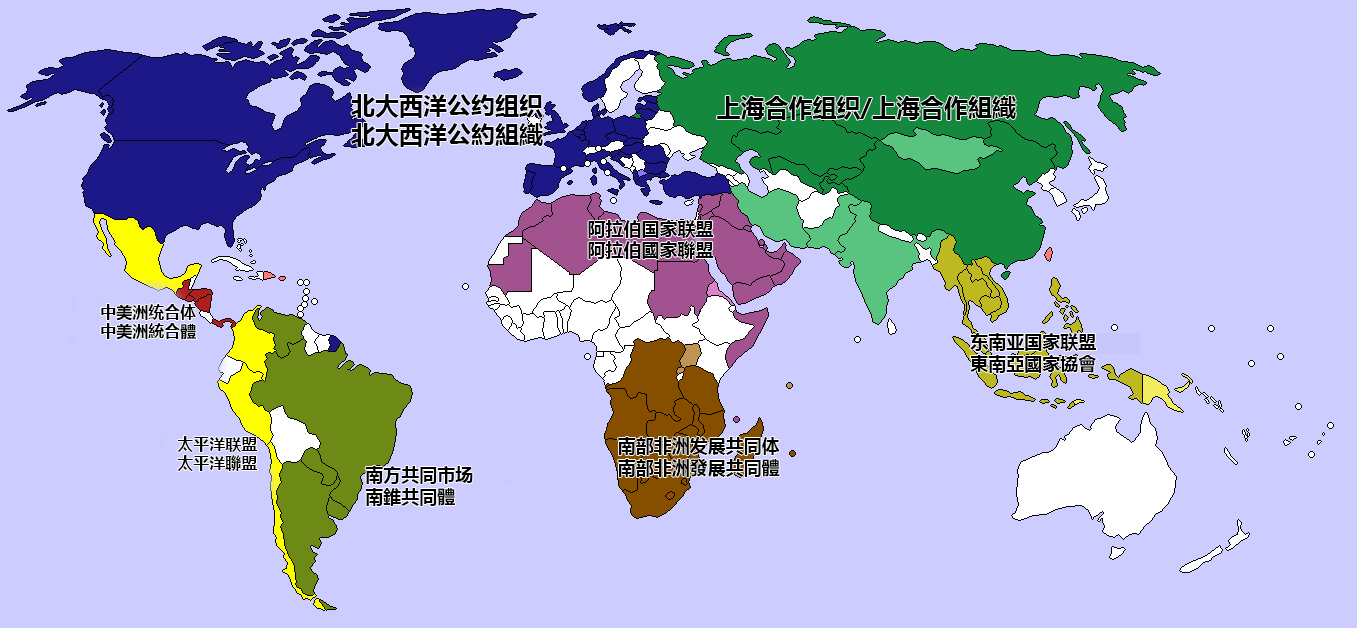
几个不重叠的大型联盟。同色系浅色国家表示观察员、准成员或候选国家。

区域组织（英語：Regional Organization）从某种意义上来说就是一种国际组织，它是包含了国际成员并在运作上涉及超越单一民族国家的地缘政治实体。但是，区域组织和国际组织在成员资格上有着明显的边界和区别；这些边界和区别是特定和独特的地理（例如以大陆为边界）或地缘政治（例如以经济集团为区别）特征。它们的建立是为了促进国家或实体之间在有限制性地理及地缘政治边界内的的合作以及实现政治和经济一体化或对话。它们都反映了自二战结束以来形成的共同发展模式和历史，以及全球化固有的碎片化；这就是为什么它们的制度特征从松散的合作到正式的区域整合。 大多数区域组织倾向于与联合国等成熟的多边组织合作。 虽然在许多情况下，区域组织被简单地称为国际组织；但在更多其他情况下，使用区域组织一词来强调特定成员的范围更为有限是有道理的。
区域组织的例子包括非洲联盟、东南亚国家联盟、阿拉伯国家联盟、加勒比共同体、欧洲委员会、欧亚经济联盟、欧洲联盟、南亚区域合作联盟、亚非法律协商组织、地中海联盟、南美洲国家联盟等。

## 延伸阅读
- Tanja A. Börzel; Thomas Risse. . 牛津: 牛津大学出版社. 2016. ISBN 9780199682300 （英语）.

- Rodrigo Tavares. . 伦敦: 劳特里奇. 2009. ISBN 9781135257750 （英语）.